# 431397 Carolinregina
431397 Carolinregina este o planetă minoră (asteroid) din centura de asteroizi. A fost descoperită pe 14 aprilie 2007 la Heidelberg de Felix Hormuth⁠(d). 
Obiectul prezintă o orbită caracterizată de o semiaxă mare de 2,6573521961201 UAi, o excentricitate de 0,16, o înclinație de 11,2 ° în raport cu ecliptica.